# BRDC International Trophy 1966
Le BRDC International Trophy 1966 (XVIII BRDC International Trophy), est une course de Formule 1 hors-championnat disputée sur le circuit de Silverstone le 14 mai 1966.

## Classement de la course
| Pos. | no | Pilote         | Écurie          | Tours | Temps/Abandon                | Grille |
| ---- | -- | -------------- | --------------- | ----- | ---------------------------- | ------ |
| 1    | 2  | Jack Brabham   | Brabham-Repco   | 35    | 52 min 57 s 6 (186,790 km/h) | 1      |
| 2    | 4  | John Surtees   | Ferrari         | 35    | + 7 s 4                      | 2      |
| 3    | 8  | Joakim Bonnier | Cooper-Maserati | 35    | + 1 min 24 s 6               | 6      |
| 4    | 3  | Denny Hulme    | Brabham-Climax  | 35    | + 1 min 31 s 2               | 5      |
| 5    | 6  | Jochen Rindt   | Cooper-Maserati | 34    | + 1 tour                     | 3      |
| 6    | 14 | John Taylor    | Brabham-BRM     | 33    | + 2 tours                    | 9      |
| 7    | 10 | Bob Anderson   | Brabham-Climax  | 32    | + 3 tours                    | 8      |
| 8    | 11 | Paul Hawkins   | Lotus-Climax    | 31    | + 4 tours                    | 12     |
| Abd. | 16 | Vic Wilson     | BRM             | 24    | Fuite d'essence              | 10     |
| Abd. | 7  | Joseph Siffert | Cooper-Maserati | 12    | Embrayage                    | 13     |
| Abd. | 5  | Richie Ginther | Cooper-Maserati | 6     | Surchauffe                   | 7      |
| Abd. | 12 | Mike Spence    | Lotus-BRM       | 4     | Moteur                       | 4      |
| Np.  | 9  | Guy Ligier     | Cooper-Maserati |       | Moteur                       | 11     |

Légende:
- Abd.= Abandon - Np.=Non partant

## Pole position et record du tour
- Pole position :  Jack Brabham (Brabham-Repco) en 1 min 29 s 8 (188,850 km/h).
- Meilleur tour en course :  Jack Brabham (Brabham-Repco) en 1 min 29 s 8 (188,850 km/h).

## Tours en tête
- Jack Brabham : 35 tours (1-35)